# Jim Hoskinson
Jim Hoskinson é um cineasta norte-americano, conhecido pela direção do talk show The Late Show with Stephen Colbert. Como reconhecimento, foi indicado ao Primetime Emmy Awards 2019.